# Чайка (Крым)
Ча́йка (укр. Чайка, крымскотат. Çayka, Чайка) — небольшой посёлок на Южном берегу Крыма. Входит в Городской округ Алушта Республики Крым (согласно административно-территориальному делению Украины — в составе Маломаякского сельского совета Алуштинского горсовета Автономной Республики Крым).

## Население
| 2001 | 2014 |
| ---- | ---- |
| 41   | ↘35  |

Всеукраинская перепись 2001 года показала следующее распределение по носителям языка:
| Язык       | Число жит. | Процент |
| ---------- | ---------- | ------- |
| русский    | 31         | 73,17   |
| украинский | 10         | 21,95   |

### Динамика численности
- 1989 год — 32 чел.[11]
- 2001 год — 41 чел.
- 2009 год — 39 чел.[12]
- 2014 год — 35 чел.[13]

## Современное состояние
На 2018 год в Чайке числится 2 улицы: Багрова и Набережная; на 2009 год, по данным сельсовета, село занимало площадь 91 гектар на которой, в 17 дворах, проживало 39 человек. В посёлке находятся детский оздоровительный лагерь «Берег» (бывший «Кастель»).

## География
Курортный посёлок Чайка объединяет несколько пансионатов и оздоровительный лагерь при небольшом количестве постоянных жителей. Расположен на Южном берегу Крыма, на берегу Чёрного моря, в устье реки Ла-Илья, высота центра посёлка над уровнем моря 59 м, в 12 км (по шоссе) от Алушты, ближайшая железнодорожная станция — Симферополь-Пассажирский — примерно в 60 километрах. Соседние населённые пункты: в 0,7 км на запад Малый Маяк (прямого сообщения нет) и в 0,5 км на юг, по берегу моря — посёлок Бондаренково. Транспортное сообщение осуществляется по региональной автодороге 35Н-008 Малый Маяк — Чайка (по украинской классификации — С-01-0108).

## История
В самостоятельный населённый пункт посёлок при пионерлагере «Кастель» выделен решением Крымского облисполкома от 8 сентября 1958 года, тогда же было присвоено название; на 15 июня 1960 года Чайка входила в состав Маломаякского сельсовета Алуштинского района. 1 января 1965 года, указом Президиума ВС УССР «О внесении изменений в административное районирование УССР — по Крымской области», Алуштинский район был преобразован в Алуштинский горсовет и посёлок также включили в его состав. Время включения в состав Партенитского поссовета пока не установлено: на 1968 год посёлок уже в его составе. По данным переписи 1989 года в селе проживало 32 человека. С 12 февраля 1991 года село в восстановленной Крымской АССР, 26 февраля 1992 года переименованной в Автономную Республику Крым. С мая 2009 года посёлок вновь передан в состав Маломаякского сельского совета. С 21 марта 2014 года в составе Крыма аннексирована Россией, с 5 июня 2014 года — в Городском округе Алушта.